# Melhania coriacea
Melhania coriacea är en malvaväxtart som beskrevs av Emilio Chiovenda. Melhania coriacea ingår i släktet Melhania och familjen malvaväxter. Inga underarter finns listade i Catalogue of Life.